# Хуритська література

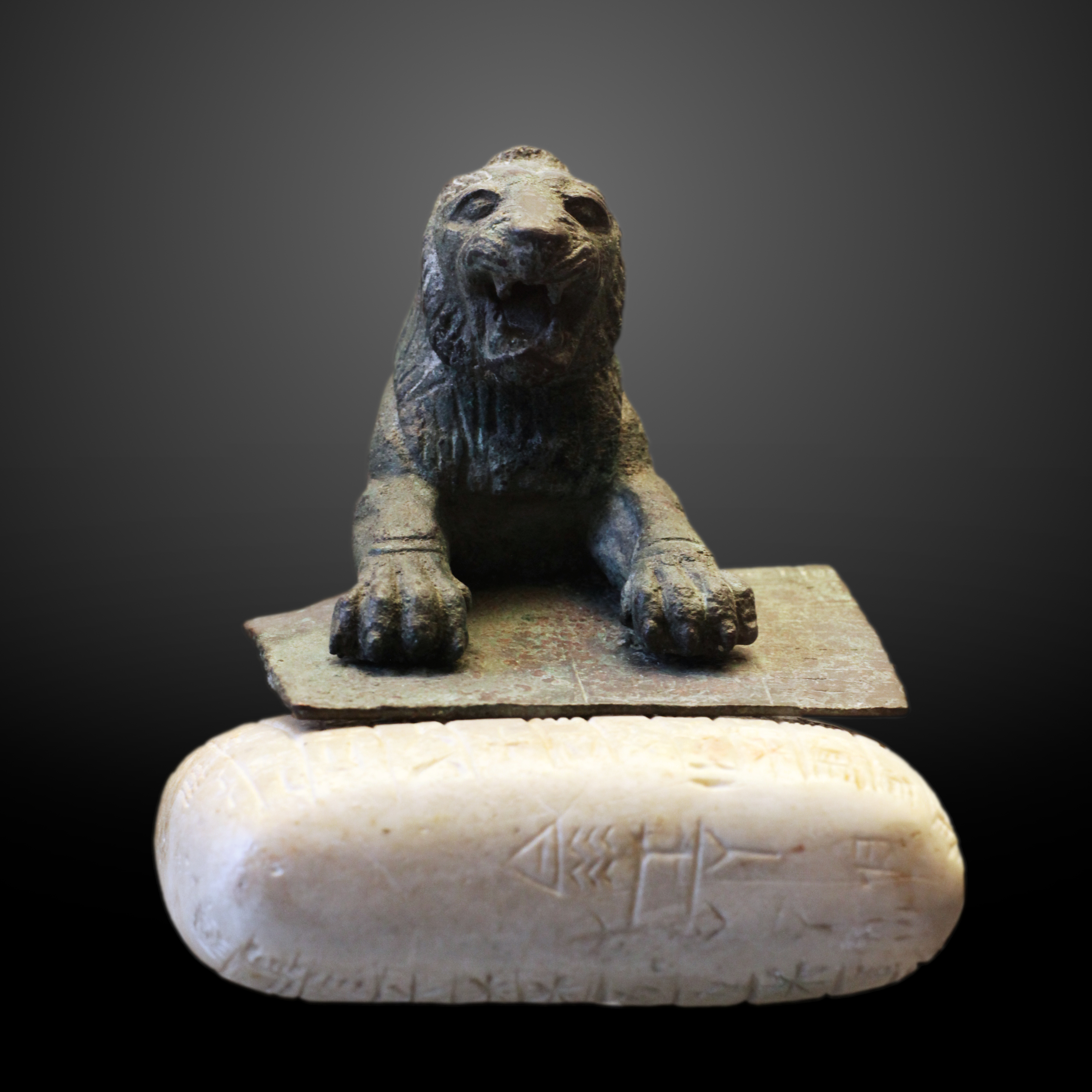
Статуетка лева та найдавніший текст хурритською

Хуритська література (хурритська література) — це література хуритів, народу північної Месопотамії II тисячоліття до н.е, і їхнього царства Міттані. Збереглася переважно у пізніших записах (транскрипціях) і перекладах хетів в архіві хетських царів у Хаттусі. Охоплює період з XXI до XIII століття до н.е.
Головна частина хуритської літератури — це міфологічні тексти, які, на відміну від хатських і хетських, досить слабко пов’язані з ритуалом. Хуритська міфологія суттєво вплинула на міфологію хетів, а також давніх єгиптян і греків.

## Мова

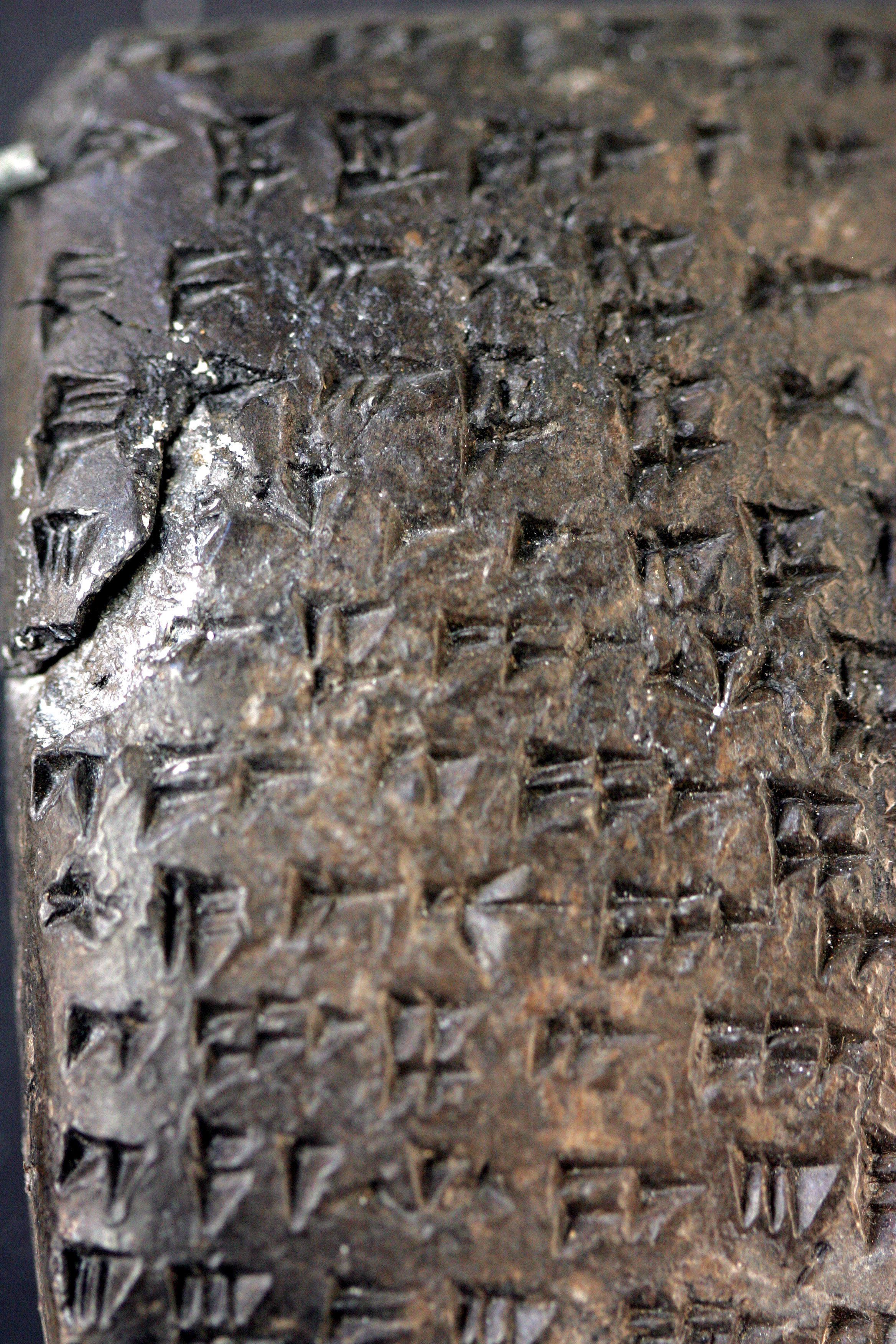
Хурритський текст

Хурритська мова є мовою хурритів, народу, який прийшов у північну Месопотамію близько 2300 до н.е. і майже повністю зник близько 1000 до н.е. Хурритська була офіційною мовою царства Міттані у північній Месопотамії, також нею імовірно розмовляло первісне населення хурритських поселень у Сирії. Вважається, що носії мови прийшли з Вірменського нагір’я і поширилися південно-східною Анатолією та північною Месопотамією на початку II тисячоліття до н.е.
Це ерґативна, аглютинативна мова, яка разом із урартською складає Хуррито-урартську родину мов. Існує кілька гіпотез про дальшу спорідненість, але вони не доведені. Зокрема, знаходять спорідненість хурритської з кавказькими (нахсько-дагестанськими) мовами.
Урартська мова теж мала писемність, збереглося близько 200 написів, однак художньої літератури як такої до нас не дійшло.
У XIII столітті до н.е. хетти із заходу, а Ассирія з півдня усе далі просувалися углиб Мітанні, котра зрештою була поділена між цими двома царствами. У XII столітті до н.е. народи моря повністю припинили існування хурритського народу — з цього часу зникають усі написи хурритською (а також низка інших писемних мов — хеттська, угаритська). Звідтоді хурритська засвідчена лише в іменах і топонімах, які зустрічалися в аккадських чи урартських текстах. Скільки часу хурритська продовжувала лишатися розмовною мовою, невідомо.

## Корпус текстів

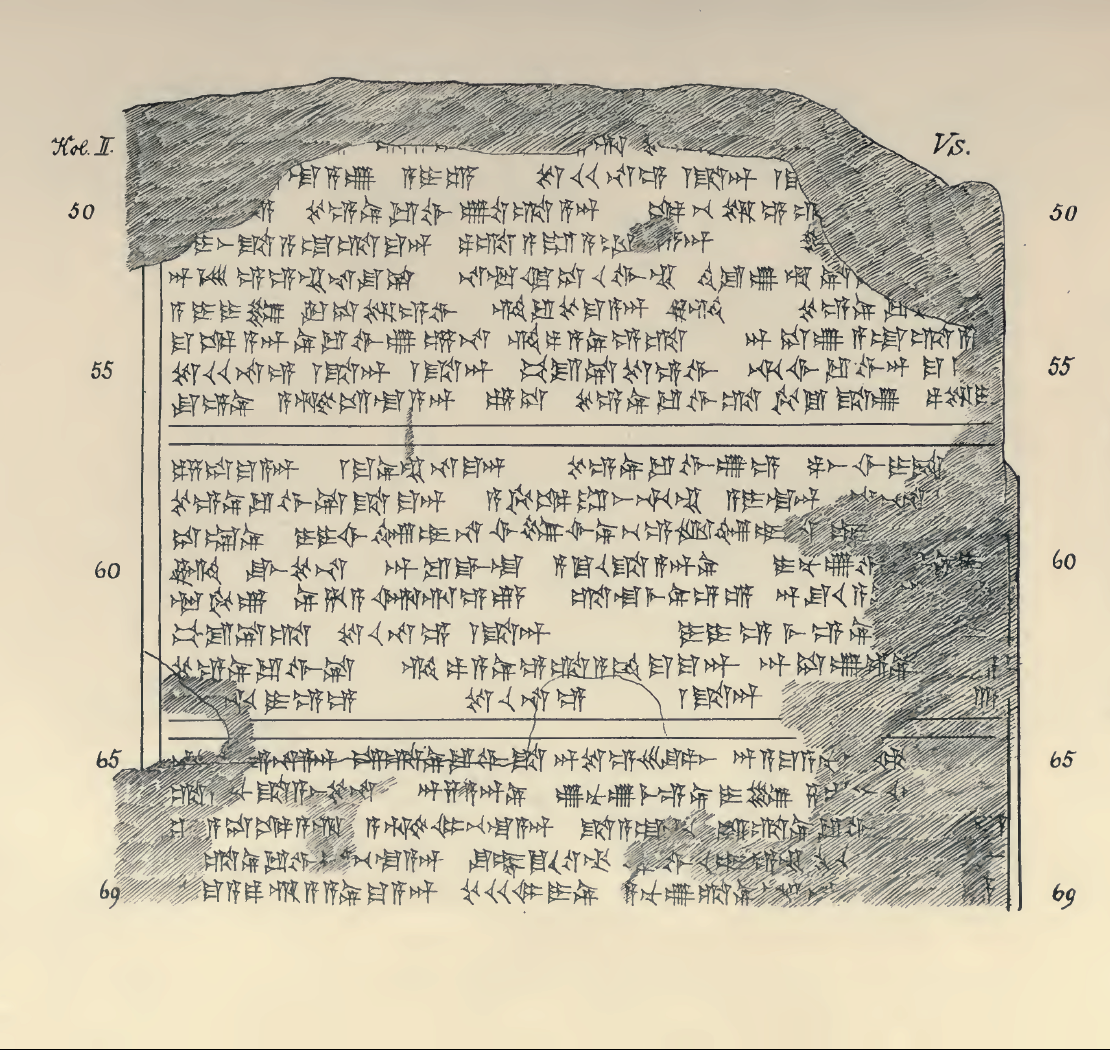
Лист Мітанні

Численні епічні фрагменти, заклинання, пророцтва та листи археологи знайшли при розкопці міст Хаттуса (Богазкей), Марі, Туттуль, Вавилон, Угарит (Рас-Шамра) тощо. Найважливішим для розуміння мови став «лист Мітанні», що був знайдений в Амарні (Єгипет). Хурритський цар Тушратта написав його фараону Аменотепу III. Це був єдиний відомий довгий текст хурритською, доки 1983 року не була знайдена колекція хурритської літератури з хеттським перекладом у Хаттусі.
Також важливі знахідки були зроблені у Сапінуві (Ортакой) у 1990-х, що включають кілька білінгв. Більшість із них лишаються невиданими станом на 2012 рік.
Жодних хурритських текстів з першого тисячоліття до н.е. не знайдено (окрім урартською, яка розвинулася з пізнього хурритського діалекту), однак в Ассирії зберігалися запозичені хурритські слова.
Ні лист царя Мітанні, ні інші хурритські документи, що знайдені на території Мітанні чи сусідніх областей Месопотамії та Сирії, переважно не мають суттєвого літературного значення. Виключення становлять лише обрядова пісня з Угариту та стародавні замовляння з Марі, які продовжували стару месопотамську традицію. Тому основним джерелом дослідження хурритської літератури, однієї з великих літератур Стародавнього Сходу, залишається архів Богазкея, передовсім знайдені в ньому хеттські переклади і перекази хурритських творів, оскільки власне хурритські тексти поки не завжди вдається прочитати. Утім, хетські переклади часто є лише коротким переказом. Так, хурритська поема «Пісня про Божественного Кессі, отця гір» складалася з понад 14 клинописних таблиць (кожна з яких відповідає багатьом сторінкам сучасного тексту), тоді як хетський переказ — це просто сухий виклад змісту поеми (чи її частини), що займає лише кілька десятків рядків.

## Історія

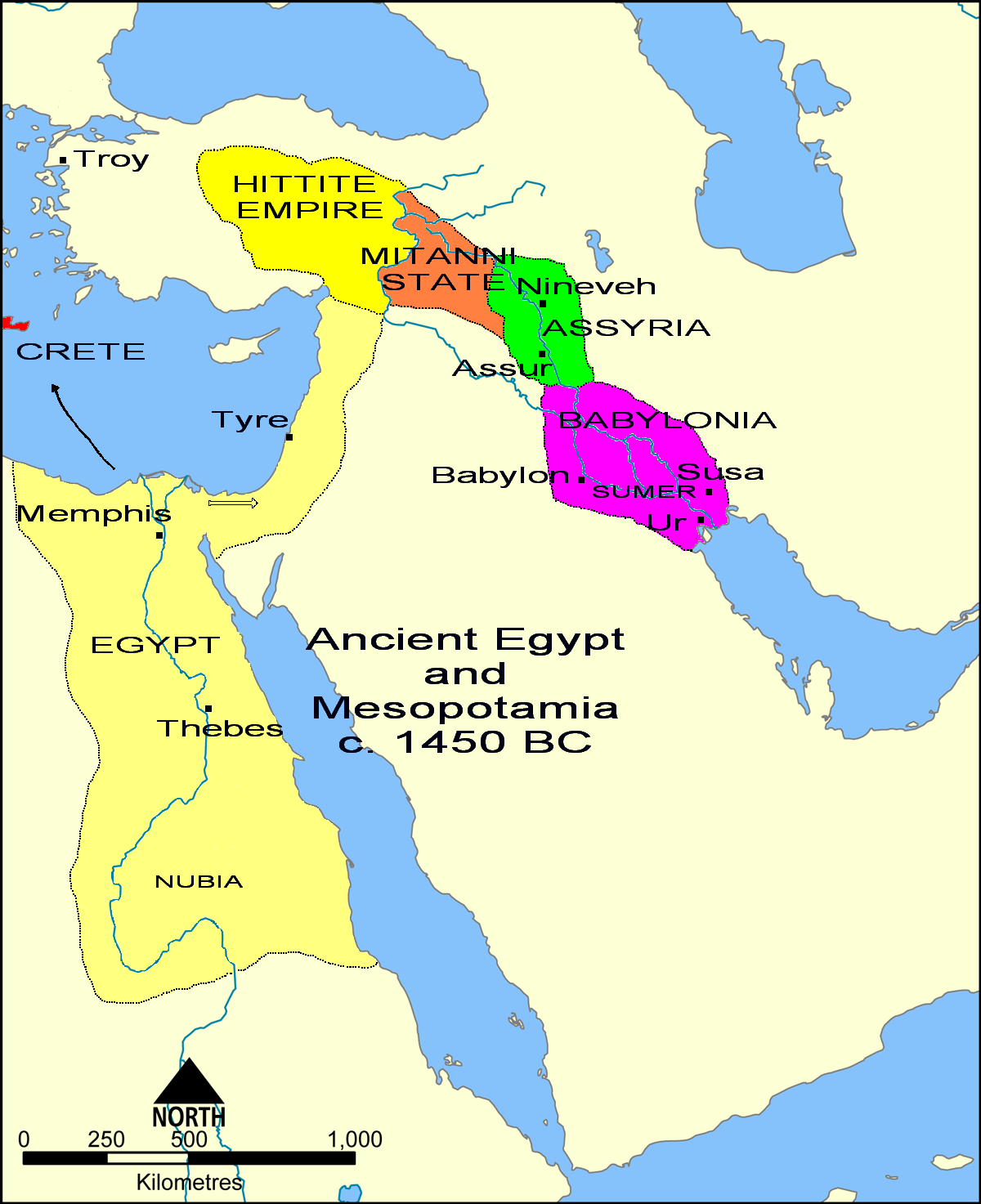
Мапа Месопотамії та Єгипту бл. 1450 до н.е.

Історія стародавнього Близького Сходу у 2000-1000 до н.е. переважно визначалася суперництвом двох народів — індоєвропейців хеттів, що мешкали у центрі Малої Азії та об’єдналися у могутню Хеттську державу у XVIII столітті до н.е., асимілювавши попереднє населення тієї території — хаттів, та неіндоєвропейського і несемітського народу хурритів, що складали з XXIV століття до н.е. головну частину населення північної Месопотамії та північної Сирії. Вже у XVII столітті до н.е. просування хеттів на південь призвело до їхнього зіткнення з хурритами і до впливів хурритської культури на хеттів.

### Найдавніші пам’ятки
Найдавніші пам’ятки мови — імена і топоніми з кінця III тисячоліття до н.е.
Перші тексти відносяться до правління царя Тішатала, а найдавнішим текстом, який має певну літературну цінність, є будівельна грамота Тішатала (Тіжадала), правителя Уркеша (21 століття до н.е., північ Сирії).

### Старовавилонський період
До старовавилонської доби (20-17 століття до н.е.) належать не до кінця розшифровані замовляння з Південної Вавилонії та Марі (сучасний Телль-Харірі), а також фрагментарний текст з Тікунанні (північ Месопотамії).

### Середньохеттський період
До середньохеттської доби (15-13 століття до н.е.) належать двомовні хеттсько-хурритські тексти літературного та міфологічного змісту, які представляють найбільший інтерес з точки зору історії літератури. Також збереглися численні, але важкі для розуміння, ритуальні і ворожбитські тексти, фрагменти міфів та епічних поем, молитви. Усі ці пам’ятки були знайдені в хеттських архівах Хаттуси.
До середини 16 століття належить відомий «Мітаннійський лист» (Лист Мітанні), який написав хурритський цар Тушратта до фараона Аменхотепа III. Цей текст добре зберігся і він повністю розшифрований. До віднайдення хеттсько-хурритської білінгви він тривалий час лишався головним хурритським джерелом.
Іншим текстом, укладеним на території хурритської держави Мітанні, є фрагмент листа з Нагара (сучасний Телль-Брак у Сирії).
До 14-13 століття до н.е. відносять важкозрозумілу хуррито-аккадську білінгву, фрагментовані культові пісні(англ.) з нотним записом, які мають величезне значення для історії музики, та культові пісні із північносирійського узбережного міста Угарита, що написані місцевим квазіалфавітним письмом.

### Невідоме датування
Зберігся шумерсько-хурритський список божеств та мантичні (ворожбитські) тексти з Емара (сучасний Телль-Мескене у Сирії), однак їхнє точне датування встановити не вдалося.

## Хурритські впливи на інші давні літератури

### На хеттську
Вплив хурритів на хеттську культуру стає особливо помітним у добу Нового царства (14-13 століття до н.е.), коли у складі Хеттської держави зростає вплив південних областей Малої Азії зі змішаним хурритським та лувійським населенням. У цих районах складається монументальне мистецтво хурритського походження, яке вплинуло і на мистецтво столиці хеттів — Хаттусу (галерея Язиликая). Цариці хеттської династії Нового царства носять хурритські імена, а царі — подвійні (хурритські від народження і хеттські після зведення на престол).
В архіві хеттських царів у Хаттусі знайдені копії багатьох давньохурритських текстів. В одному з них цар Хаттусіліс I (бл. 1650-1620 до н.е.) порівнює себе з Саргоном Аккадським I під час опису походу до Євфрату, що, імовірно, відтворює реальні історичні події. Серед інших — більш пізня хурритська версія твору про царів Аккаду та хурритська версія аккадської поеми про Гільгамеша. Імовірно, з цією пам’яткою месопотамської літератури хетти познайомилися через посередництво хурритів.
Про значущість живої хурритської (і тісно з нею пов’язаної лувійської) літературної традиції у новохеттський період свідчить те, що згідно списку осіб, які обслуговували один з храмових центрів літературної та музичної діяльності у Хаттусі, із загальної кількості слухачів 10 було «співцями по-хурритськи» (тобто рапсодами, які виконували хурритські поетичні твори з музичним супроводом), тоді як «писарів по дереву» (що писали ієрогліфами, які вживалися для лувійських та іноді хурритських текстів) було 33, а писарів клинописних (хеттських) текстів — всього 19.

### На грецьку
У 20 столітті було розшифрована аккадська клинописна система музичного запису, яка використовувалася та розвивалася також і хурритами. В архіві Угарита знайдена клинописна таблиця, що містила запис слів і музики хурритської обрядової пісні, пов’язаної з ритуалом родючості. У хурритському тексті чергуються п’ятискладові, семискладові та дев’ятискладові рядки. Ця давньосхідна традиція безпосередньо вплинула на грецьку музику і поезію. Влив міг відбуватися як і в самому Угариті, де був грецький квартал, так і через багатовікове спілкування мікенських греків-ахейцев з хеттами. Оскільки є підстави говорити про вплив хеттських епічних сказань, перекладених з хурритської, на грецький епос, то хеттську літературу можна розглядати як місток між античною літературою і хурритською, що виступала як відгалуження стародавньої месопотамської культурної традиції.
Зміна чотирьох поколінь богів у хурритській міфології має паралель у грецькій, аж до характеру богів та сюжетних елементів. Оповідь про боротьбу з чудовиськом Уллікуммі має очевидні паралелі з грецьким міфом про Тифона, аж до єдиного місця фінальної битви. Хеттсько-хурритський епос, як і текст поеми Гесіода, що зазнав його впливу, має сліди усної традиції, зокрема у характерних повторах загальних місць.
Можливо, що і грецький епічний гекзаметр, запозичений характер якого давно припускався спеціалістами з грецької метрики, виник під впливом розміру хурритських і хеттських поем.
Зрештою, не можна не помітити, що традиційний образ Гомера як сліпця-рапсода дуже схожий на звичаї Стародавньої Месопотамії, де співці і музиканти часто бували сліпими.
Хеттські і хурритські поеми, як і недавно відкриті сліди значного впливу єгипетської і семітської культури на грецьку, змушують розглядати грецький епос не лише як новий розділ історії літератури, а і як продовження усієї попередньої давньосхідної. Коли говорять про різницю між давньогрецьким типом культури (період розквіту Афін) та давньосхідним, то не слід забувати, що в самій Греції ці два типи слідували один за іншим і культурна спадкоємність не переривалася.

### На єгипетську
Хурритська література була тісно пов’язана з єгипетською, про що свідчить дослівний збіг цілих епізодів хурритських міфологічних поем, перекладених на хеттську, з єгипетськими міфологічними текстами. Стосовно Єгипту принаймні 15 століття до н.е. хурритський вплив на релігію є беззаперечним. У магічних єгипетських ритуалах часу Аменхотепа III (межа 15-14 століття до н.е.) і в деяких інших написах згадується хурритська воячка на коні Іштар Шаушка. На думку деяких вчених її образ також ліг в основу грецької легенди про амазонок.
Цікаво, що саме у цей період протягом трьох поколінь укладаються династичні шлюби фараонів з доньками царів хурритської держави Мітанні. А трохи згодом мав бути укладений шлюб вдови фараона з хеттським царевичем, про що детально оповідає літопис першого хеттського царя Нового царства Суппілуліумаса, який до того воював з Єгиптом.
Амарнський період (кінець 15 століття до н.е.) був не лише періодом, коли в Єгипті утвердилася релігія поклоніння Сонцю, що деякими специфічними деталями нагадувала сучасні їй хурритські та хеттські релігійні уявлення, але й періодом пожвавленого дипломатичного листування з іншими країнами Близького Сходу. В архіві ель-Амарни, де збереглося це листування, було знайдено і лист фараона правителю Арцави — південної лувійської області Малої Азії, що в середньохеттський період відділилася від Хеттського царства. У цьому листі, написаному на хеттській, говориться про вірогідний дипломатичний союз Єгипта і Арцави.
У тому ж єгипетському архіві знайдено великий лист царя Мітанні фараону, що написаний на хурритській мові і довий час лишався головним джерелом вивчення хурритської мови.

## Міфологічні твори

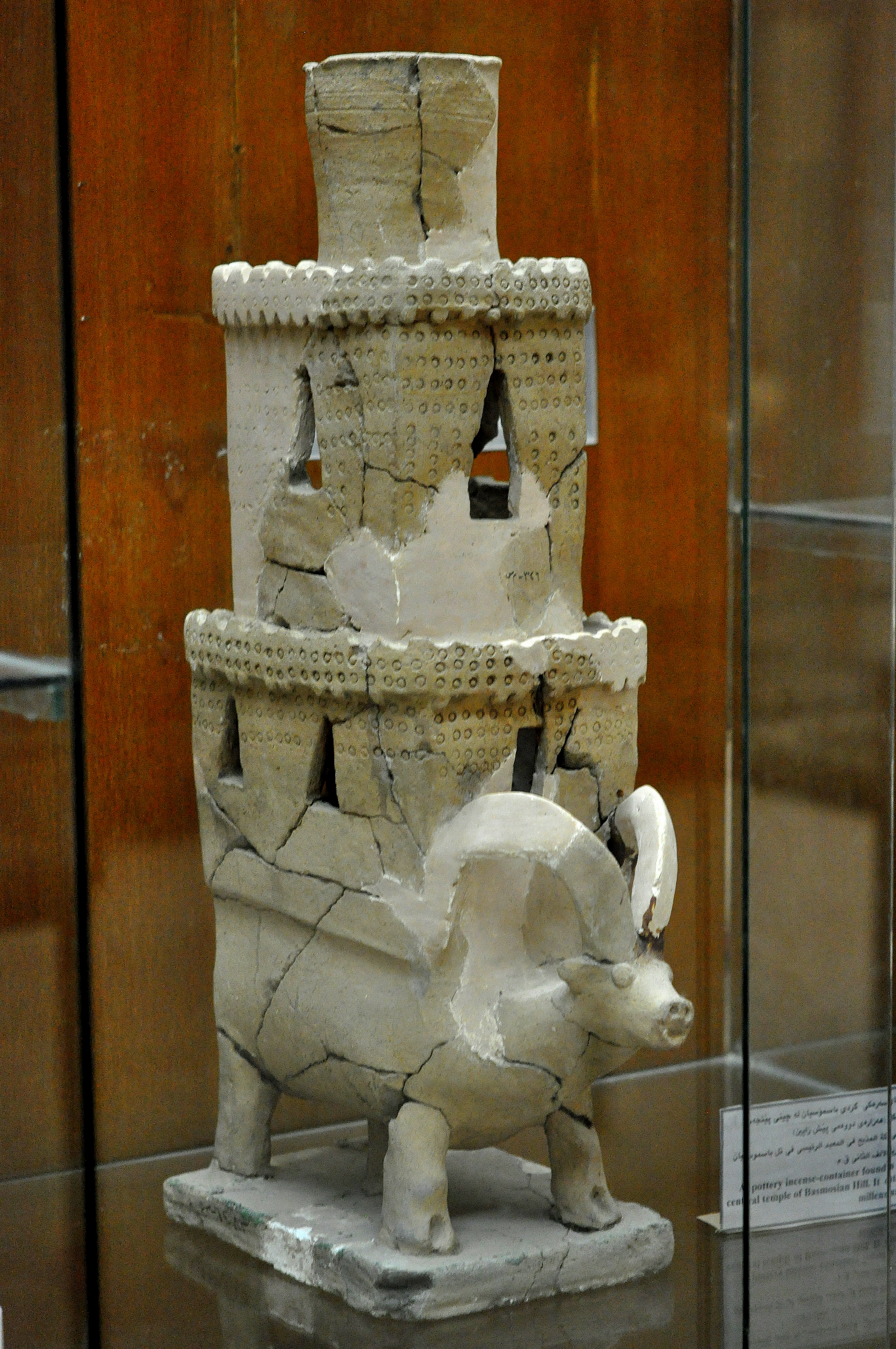
Хурритський контейнер для ладану

Починаючи з середньохеттського часу (15 століття до н.е.) на хеттську мову було перекладено велику кількість хурритських поетичних творів міфологічного характеру. Саме з цих білінгв ми і маємо уявлення про хурритську міфологічну літературу.
Її головна особливість — дуже слабкий зв’язок з ритуалом, що відрізняє її від хеттських та хаттських міфологічних пам’яток.
Серед хурритської міфології виділяють «Цикл про Кумарбі», який включає наступні твори: «Царювання на небі», «Пісня про Хедамму», «Пісня про Уллікуммі», «Пісня про Срібло», «Пісня про Бога-Захисника», «Пісня про море» та «Пісня про звільнення». Більшість із них збереглися лише у фрагментах.

### «Царювання на небі»
«Царювання на небі» (CTH 775) — це збережена у фрагментах поема, яка оповідає про зміну на небесах чотирьох поколінь богів, аналогічно до сюжету про зміну теж чотирьох поколінь богів у грецькій «Теогонії». Хурритська поема, у свою чергу, сходить до прототипу вавилонської поеми про сотворіння світу. Хурритські і хеттські імена головних богів двох перших поколінь сходять до аккадських, а потім і до шумерських. Першим богом у хурритській поемі був Алалу (шумерський Енліль), який, рятуючись від свого ворога, втік у Нижній світ. Так само і в грецькій міфології у першому поколінні богів головним богом був Океан, божество Нижнього світу. Аналогічна роль божества зі схожим по змісту іменем і в угаритській міфології, яка була одночасно пов’язана і з хурритською, і з хеттською.
Ім’я головного хурритського бога другого покоління Ану (від шумерського Ан — Небо) аналогічне первісному значенню імені грецького бога другого покоління Урана (небо). Як скинутий Алалу втікає у свою стихію, Нижній світ, так і Ану втікає у свою стихію — на Небо. Оскоплення Урана Кроном, головним богом наступного покоління, аналогічне схожому епізоду в хеттсько-хурритській поемі. Однак у ній (на відміну від грецького міфа, де Крон ковтає не сім’я богів, а самих богів) бог-переможець Кумарбі стає вагітним від бога-суперника Ану, що має дослівну паралель у єгипетській міфологічній казці про Хора і Сетха. Поява богів з голови Сетха або Кумарбі аналогічна народженню Афіни з голови Зевса у грецькому міфі.
Зрештою, у четвертому хурритському поколінні богів головний із них, Тешуб (Бог Грози), збігається за своїми функціями з грецьким Зевсом.

### «Пісня про Уллікуммі»
Найважливіші з-поміж хурритських міфів — поема, яка зображає змагання за царську владу серед богів між Кумарбі, богом підземного світу, та Тешубом, богом небес — «Пісня про Уллікуммі» (CTH 345).
У цій поемі відображена хеттсько-хурритська оповідь про битву Тешуби з чудовиськом Уллікуммі, яка схожа на грецький міф про Тифона.
Скинутий бог Кумарбі, бажаючи помститися Тешубу та іншим своїм ворогам, народжує від скелі сина — кам’яне чудовисько з хурритським іменем Уллікуммі. Це ім’я означало «Той, хто народжений для знищення Куммії» (Куммія була священним містом Тешуби).
Швидке зростання сина Кумарбі, що підноситься над морем як кам’яний стовп, лякає богів і вони радяться на небесах. У творі є чудовий епізод, де богиня Іштар намагається співом подіяти на почуття кам’яного чудовиська, але він лишається сліпим і глухим.
У наступних епізодах описується підготовка богів до битви з Уллікуммі та початок бою, де боги спершу зазнають поразки, але потім їм вдається особливою зброєю — різаком, що здобутий на давніх складах — відрізати Уллікуммі від правого плеча Упеллурі, хурритського Атласа (пор. також міф про Антея).
Поема завершується описом битви, де Уллікуммі було переможено, однак фінал не зберігся.
Для доказу зв’язку хурритської та грецької версій міфу особливо важливо те, що пізня грецька традиція відносить битву з Тифоном до тієї ж гори у Північній Сирії (що шанувалася греками як святилище Зевса), котра виступає у «Пісні про Уллікуммі» як місцеперебування Тешуби, на якого нападає Уллікуммі. Та ж гора Цафон вважалася місцеперебуванням богів в угаритському міфологічному епосі, що, в свою чергу, зазнав великого хурритського впливу.
Інший важливий мотив, що поєднує дві версії міфу — це мотив різака. У грецькій міфології цей інструмент виступає як засіб відділення Землі (Геї) від Неба (Урана) та як засіб оскоплення Урана Кроном. Зрештою, і в обох міфологічних епосах збігаються і деякі поетичні позначення богів: епітет титанів «боги минулого» у Гесіода є дослівним перекладом хеттського вислову karuileš, який у свою чергу є перекладом хурритського ammatina Dingir mešna — «минулі боги».
Можна відзначити і деякі поетичні прийоми давньогрецького епосу, які збігаються з хуррито-хеттськими та єгипетськими: наприклад, розмова людини з душею для передачі роздумів героя.
Дослідники у сфері історичної психології надають великого значення відображеному у самому цьому прийомі усвідомлення душі людини як її «співрозмовника», що, по суті, означало зародження діалогічної свідомості. Буквально збігається з одним із епізодів єгипетського міфа про Хора і Сетха те місце у поемі про Уллікуммі, де Тешуб, що зародився у Кумарбі, запитує, як йому вийти назовні.

### Фрагменти циклу про Кумарбі
До епосу про Кумарбі (Уллікуммі) примикає велика кількість хуррито-хеттських творів, що збереглися переважно лише у фрагментах: «Пісня про Хедамму», «Пісня про Срібло», «Пісня про Бога-Захисника», «Пісня про море». У них діють або ті ж герої, але в нових ситуаціях (Кумарбі задумує знищити усіх людей, але його відмовляють інші боги; Кумарбі сватається до доньки Океана), або нові герої — Бог-Захисник, якого боги поставили правити на небесах, а потім скинули, Срібло, яке погрожує стягнути з неба місяць і сонце тощо.
Кожен із таких нових фрагментів хурритського епосу або прямо пов’язаний сюжетом з Кумарбі, або повторює сюжет якоїсь частини цього епосу. Часто герої і боги варіюються, змінюються місцями і з них комбінуються нові сюжети.
Вирізняється величезна кількість дійових осіб, яка включає не лише численний хурритський і старий шумеро-аккадський пантеон, а й інших істот. Дивує несподіваність їхніх вчинків, багата уява рапсода, що нагромаджує епізод за епізодом. При різних сюжетах вірш і повторювальні формули у цих численних творах настільки однотипні, що кожен здається додатковою варіацією на ту саму тему.

### Оповіді про героїв
З інших хурритських поем з давніми міфологічними традиціями Кавказу перегукується «Поема про мисливця Кессі» (Казка про мисливця Кессі; CTH 361). На нього розсердилися боги і зробили тварин для нього невидимими.
Особливий цикл складає хурритська «Казка про Аппу», безсердечного багатія, якому Бог Сонця дає двох синів — Доброго і Злого (сюжет, схожий з єгипетською «Казкою про Правду і Кривду»), і її можливе продовження — «Казка про корову», яка народила дитину від Бога Сонця, і про бездітну рибацьку пару, яка взяла дитину на виховання.
Судячи по збереженим у фрагментах хеттським перекладам хурритських творів дуже давнім можна визнати оригінал, з якого була перекладена «Повість про Гурпаранцаха», хурритського героя, який переміг у стрільбі з лука (оповідь про нього схожа з епізодом побиття женихів Пенелопи в «Одіссеї»). У цій повісті згадано ім’я одного з аккадських правителів династії Кутіїв (3 тисячоліття до н.е.). У деяких інших хурритських міфологічних творах, які збереглися в оригіналі у хеттському царському архіві, поряд з іменами таких богів, як Кумарбі чи Срібло, згадуються історичні події та правителі, що належать до 3 тисячоліття до н.е. Тому хурритська література пов’язувала хеттську з попередніми найдавнішими періодами становлення давньосхідної культури.
Інший важливий твір — «Пісня про звільнення» (CTH 789), хеттсько-хурритська білінгва, де хурритське місто просить звільнення від міста Ебли, яке поневолило його. Цей твір примикає до циклу про Кумарбі.

## Твори
Перелік хурритських текстів за CTH:
- CTH 341.II Хурритська версія «Епосу про Гільгамеша»
- CTH 345 Пісня про Уллікуммі
- CTH 348 Пісня про дракона Хедамму
- CTH 361 Поема про мисливця Кессі та його чарівну дружину
- CTH 370.II Хурритські міфологічні фрагменти
- CTH 656 Змішані святкування: співи на хеттський, хурритській тощо
- CTH 774 Хурритське провіщення
- CTH 775 Історично-міфологічні фрагменти
- CTH 776 Міфологічні оповіді:
- 1. Тешуб і потоп (Tešub und die Flüsse)
- 2. Шаушка з Ніневії та Хашаррі (Šauška von Ninive und Ḫašarri)
- CTH 777 Ритуал омивання (idgaḫi-, itkalzi-) -
- CTH 778 Фрагмент ритуалу омивання, прикликання Ташмішаррі та Тадухепи
- CTH 779 Ритуал Ummaja
- CTH 780 Ритуал Allaituraḫi
- CTH 781 Фрагменти ритуалів Allaituraḫi
- CTH 782 Ритуал богині Ішхари проти лжесвідчення
- CTH 783 Медичний ритуал Zellija
- CTH 784 Хурритський ритуал для царського подружжя
- CTH 785 Ритуал для гори Ḫazzi
- CTH 786 Хурритський список богів
- CTH 787 Хурритський список потерпілих
- CTH 788 Ритуал прикликання Šalašu
- CTH 789 Пісня про звільнення (Kirenzi, Epic of Manumission, хеттсько-хурритська білінгва)
- CTH 790 Фрагменти хеттсько-хурритських ритуалів та замовлянь
- CTH 791 Хурритські фрагменти

Основні твори:
- Цикл про Кумарбі
  - «Царювання на небі» (у CTH 775)
  - «Пісня про Хедамму» (CTH 348)
  - «Пісня про Уллікуммі» (CTH 345)
  - «Пісня про Срібло»
  - «Пісня про Бога-Захисника»
  - «Пісня про море»
  - «Пісня про звільнення» (CTH 789)
- «Поема про мисливця Кессі» (CTH 361)
- «Казка про Аппу» і «Казка про корову»
- «Повість про Гурпаранцаха»

### Дослідження
- A Companion to the Ancient Near East. — Wiley-Blackwell, 2007. — pp. 253–265.
- Archi, Alfonso. Hittite and Hurrian Literatures: An Overview // Civilizations of the Ancient Near East / Ed. by Jack M. Sasson. — New York, 1995. — pp. 2367–2377.
- Archi, Alfonso. The West Hurrian Pantheon and Its Background // Beyond Hatti: A Tribute to Gary Beckman. — Atalanta: Lockwood Press, 2013. — pp 1–21.
- Иванов, Вяч.Вс. Хеттская и хурритская литературы // История всемирной литературы: В 8 томах. Т. 1. — М.: Наука, 1983. — c. 118-130.
- Иванов, Вяч.Вс. Древняя литература Малой Азии // Луна, упавшая с неба. — М.: Художественная литература, 1977. — с. 5-32.
- Хачикян, М.Л. Хурритский язык // Языки мира: Древние реликтовые языки Передней Азии. — М.: Academia, 2010. — с. 126-129.

### Тексти
- Серія «Corpus der hurritischen Sprachdenkmäler»
  - ChS I/1 — V. HAAS. Die Serien itkahi und itkalzi des Azu-Priesters, Rituale für Tasmisarri und Tatuhepa sowie weitere Texte mit Bezug auf Tasmisarri. — 1984.
  - ChS I/2 — M. SALVINI - I. WEGNER. Die hethitisch-hurrithischen Rituale des AZU-Priesters. — 1986.
  - ChS I/3-1 — I. WEGNER. Hurritische Opferlisten aus hethitischen Festbeschreibungen. Teil 1- Texte für IŠTAR-Ša(w)uška. — 1995.
  - ChS I/3-2 — I. WEGNER. Hurritische Opferlisten aus hethitischen Festbeschreibungen. Teil II: Texte für Tessub, Hebat und weitere Gottheiten. — 2002.
  - ChS I/3-3 — I. WEGNER. Hurritische Opferlisten aus hethitischen Festbeschreibungen. Teil III: Das Glossar. — 2004.
  - ChS I/4 — M. SALVINI - I. WEGNER. Die hethitisch-hurritischen Ritualtafeln des (H)išuwa-Festes. — 1991.
  - ChS I/5 — V. HAAS - I. WEGNER. Die Rituale der Beschwörerinnen SALŠU.GI. Teil 1 (Die Texte) pp. XX + 510. Teil 2 ( Das Glossar), pp. 285. — 1988.
  - ChS I/6 — M. SALVINI - I. WEGNER. Die mythologischen Texte. — 2004.
  - ChS I/7 — S. DE MARTINO. Die mantischen Texte. — 1992.
  - ChS I/8 — M.-C. TRÉMOUILLE. Texte verschiedenen. — 2005.
  - ChS I/9 — V. HAAS. Die hurritischen Ritualtermini in hethitischem Kontext. — 1998.
  - ChS I/10 — N. PARMEGIANI. Konkordanzen. — 2005.
  - Ergänzungsheft 1 — G. WILHELM. Ein Ritual des AZU-Priesters        . — 1995.
- Neu, Erich. Das hurritische Epos der Freilassung I. Untersuchungen zu einem hurritisch-hethitischen Textensemble aus Hattuša. — Wiesbaden : Harrassowitz, 1996. — 606 p.
- Луна, упавшая с неба: Древняя литература Малой Азии // Вступ. статья, примечания и перевод Вяч.Вс. Иванова. — М.: Художественная литература, 1977.
- Поэзия и проза Древнего Востока. — М.: Художественная литература, 1973.